# Eszperantó szimbólumok
Eszperantó szimbólumok: az eszperantisták legegyszerűbb, legrégebbi és legnépszerűbb szimbóluma az eszperantó csillag. Ezt követi az eszperantó zászló, amely tartalmazza az eszperantó csillagot is. 1987 óta ismert az eszperantó jubileumi szimbólum is. Alapesetben nem tartalmazza a eszperantó csillagot, de létezik az eszperantó csillaggal kombinált változata is. A La Espero (eszperantó himnusz) is eszperantó szimbólum. Az Eszperantó Enciklopédia járulékos eszperantó szimbólum.

## Megjelenítésük

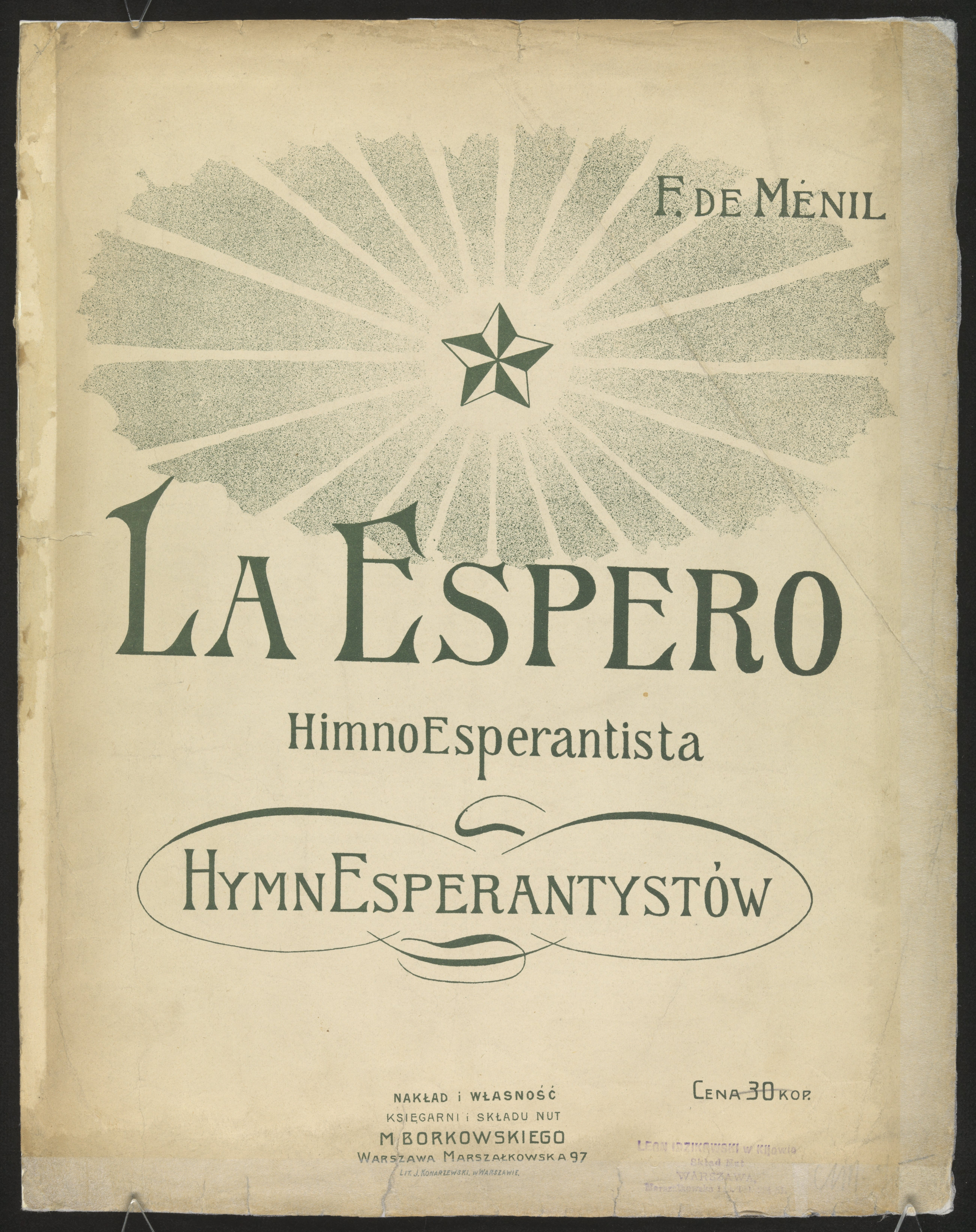

## Spesmilo
A spesmilo (speso) eszperantó fizetőeszköz bevezetését René de Saussure javasolta 1907-ben, az első világháború előtt használták, főként az Eszperantó Csekkbank. Az Eszperantó Csekkbankot 1907 -ben H. F. Höveler Londonban alapította. A be- és kifizetések az eszperantó spesmilo (= 2 arany shilling) pénznemen alapultak. Az Eszperantó Enciklopédia szerint az átvitel „a legkényelmesebb és legolcsóbb” volt. 1914. április 30.-án 730 fiókja volt 320 városban, 43 országban. Az alapító halála után a bankot felszámolták.

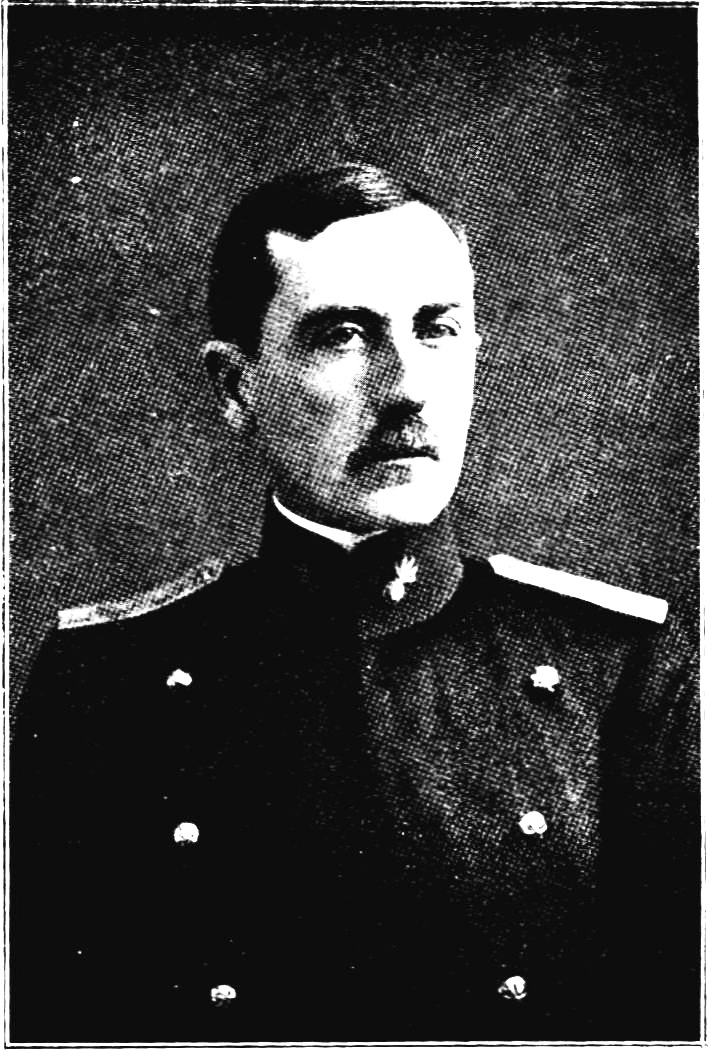
René de Saussure (1868-1943) svájci matematikus, eszperantista
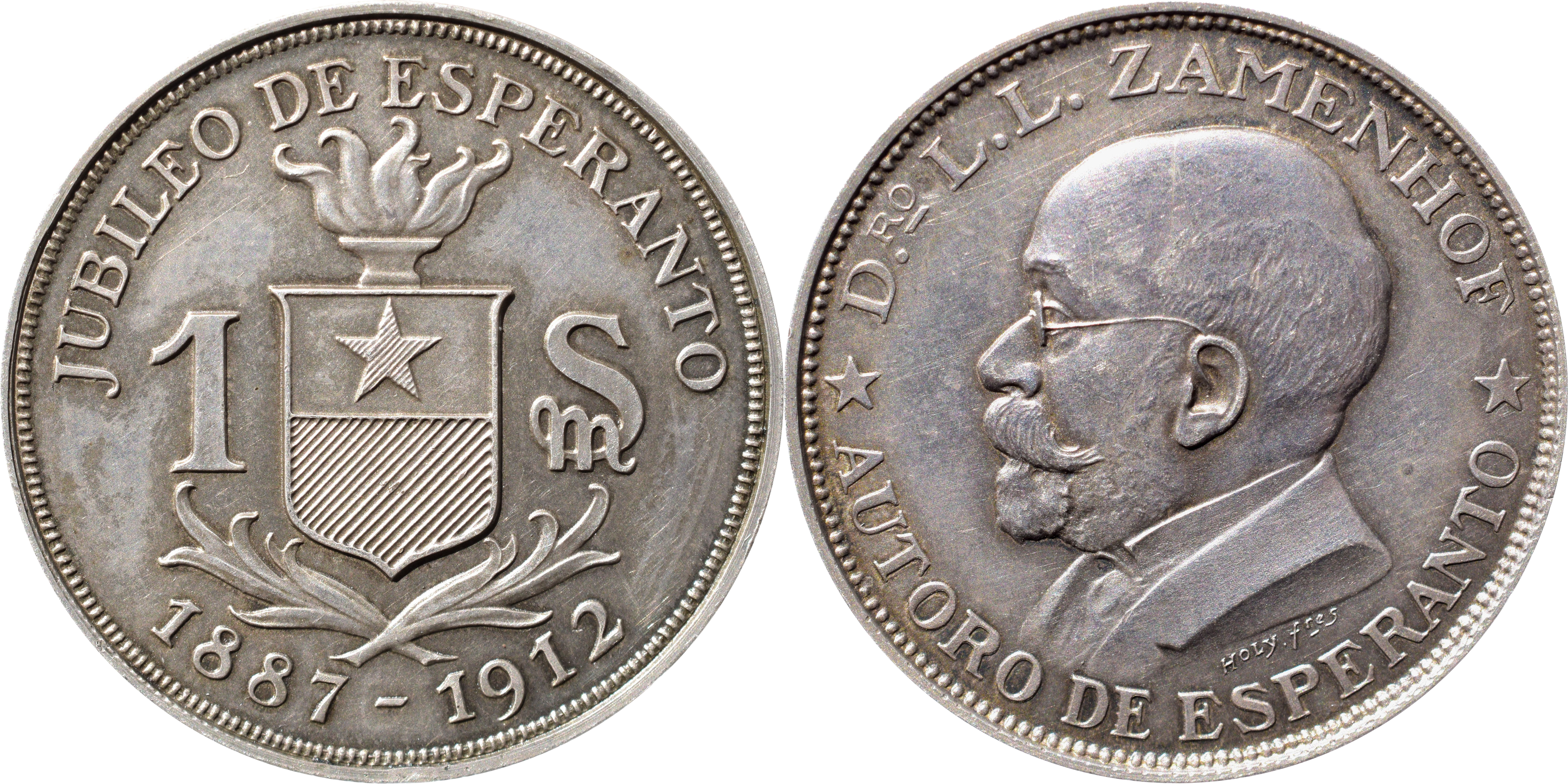
1 Sm (spesmilo) pénzérem
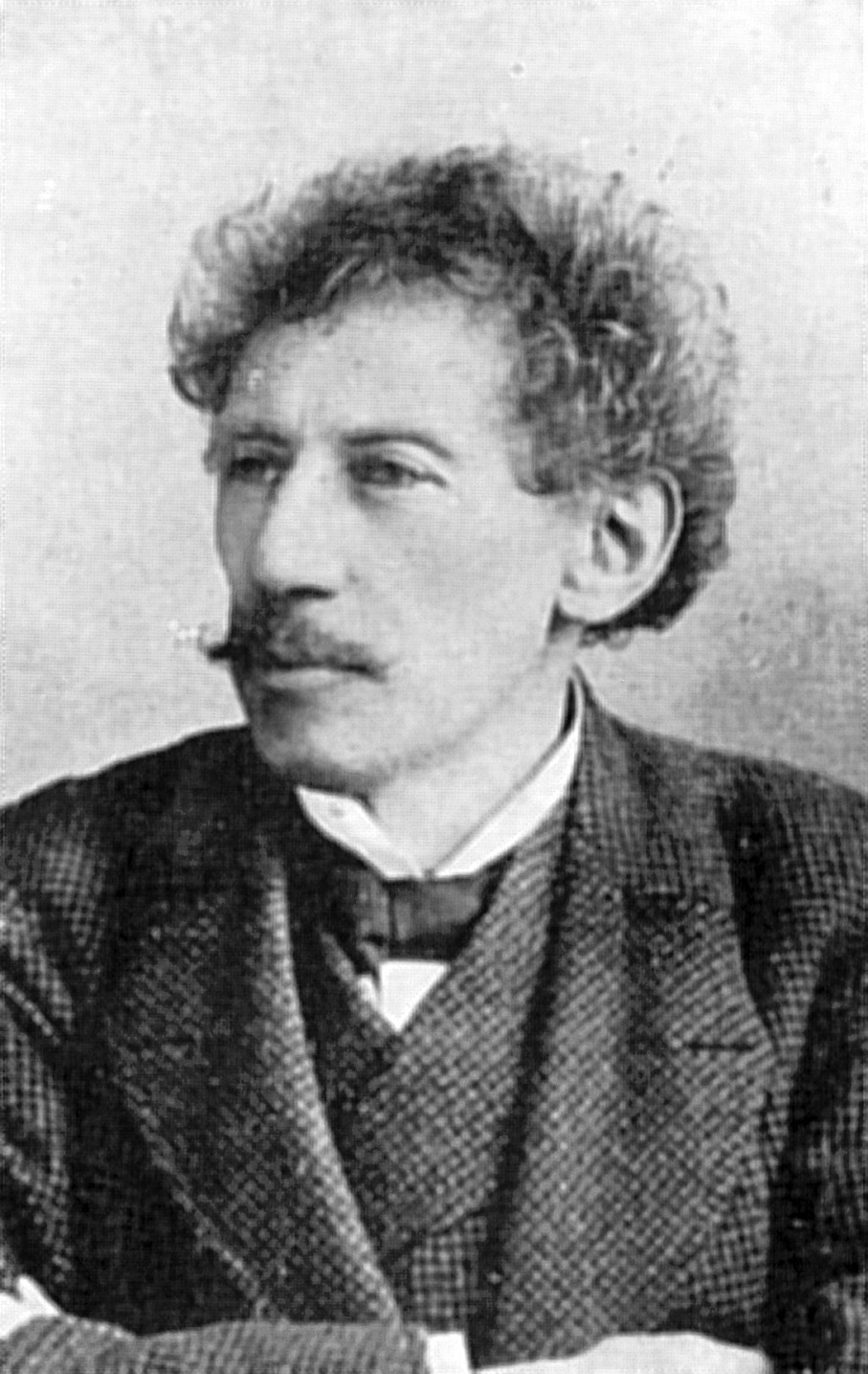
Herbert F. Höveler (1859-1917) német ipari vegyész és kohász, eszperantista

## Fordítás
- Ez a szócikk részben vagy egészben  az   Esperanto symbols című angol Wikipédia-szócikk ezen változatának fordításán alapul.  Az eredeti cikk szerkesztőit annak laptörténete sorolja fel. Ez a jelzés csupán a megfogalmazás eredetét és a szerzői jogokat jelzi, nem szolgál a cikkben szereplő információk forrásmegjelöléseként.
- Ez a szócikk részben vagy egészben  az   Esperanto-simbolo című eszperantó Wikipédia-szócikk ezen változatának fordításán alapul.  Az eredeti cikk szerkesztőit annak laptörténete sorolja fel. Ez a jelzés csupán a megfogalmazás eredetét és a szerzői jogokat jelzi, nem szolgál a cikkben szereplő információk forrásmegjelöléseként.